# Henryk Spodzieja
Henryk Józef Spodzieja (ur. 22 marca 1919 w Królewskiej Hucie, zm. 27 czerwca 1975 w Bielsku-Białej) – polski piłkarz występujący na pozycji napastnika, reprezentant Polski w latach 1947–1949, trener piłkarski.

## Kariera

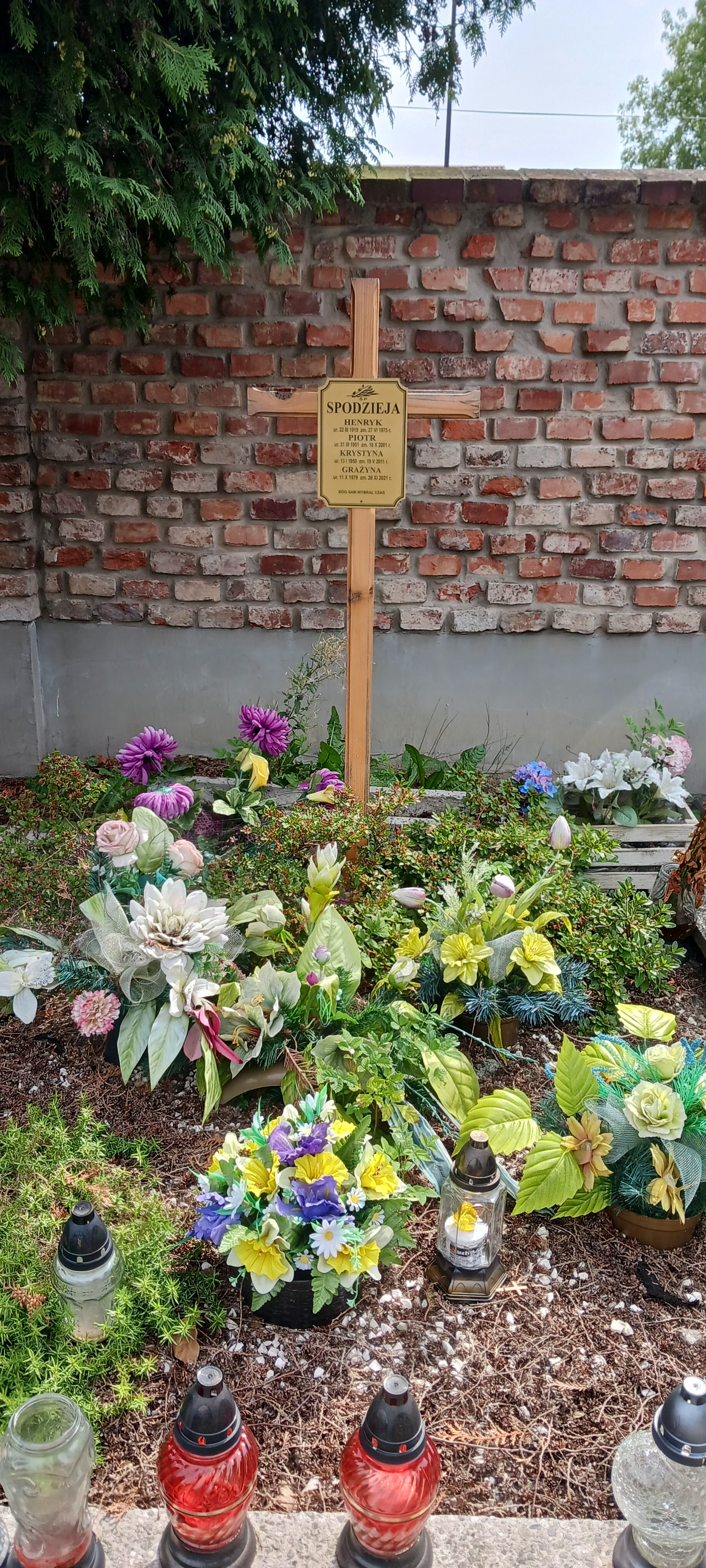
Henryk Spodzieja - grób na cmentarzu Opatrzności Bożej przy ul. Cmentarnej w Bielsku-Białej

Debiutował w kadrze narodowej 31 sierpnia 1947 w Pradze w przegranym meczu z Czechosłowacją (6:3).
Wychowanek KS Chorzów.
Po zakończeniu kariery piłkarskiej został trenerem.

## Mecze w reprezentacji
- 31 sierpnia 1947 Praga, Czechosłowacja - Polska 6:3
- 14 września 1947 Stockholm, Szwecja - Polska 5:4
- 17 września 1947 Helsinki, Finlandia - Polska 1:4 (2 bramki)
- 19 października 1947 Belgrad, Jugosławia - Polska 7:1
- 26 października Bukarest, Rumunia - Polska 0:0
- 18 kwietnia 1948 Warszawa, Polska - Czechosłowacja 3:1 (1 bramka)
- 10 października 1948 Chorzów, Polska - Rumunia 0:0
- 19 czerwca 1949 Warszawa, Polska - Dania 1:2
- 10 lipca 1949 Debreczyn, Węgry - Polska 8:2